# Кодзіма Нобуюкі
Кодзіма Нобуюкі (яп. 小島 伸幸, нар. 17 січня 1966, Маебасі, Ґумма) — японський футболіст.

## Виступи за збірну
1995 року дебютував в офіційних матчах у складі національної збірної Японії. Відтоді провів у формі головної команди країни 4 матчі.

## Статистика виступів
| Збірна Японії | Збірна Японії | Збірна Японії |
| Роки          | Ігри          | голи          |
| ------------- | ------------- | ------------- |
| 1995          | 3             | 0             |
| 1996          | 1             | 0             |
| Усього        | 4             | 0             |

## Титули і досягнення
- Володар Кубка Імператора (1):

«Бельмаре Хірацука»: 1994